# Pro Evolution Soccer 4
Pro Evolution Soccer 4 (skraćeno: PES 4, u Japanu: Winning Eleven 8) naslov je igre iz serijala video-igara Pro Evolution Soccer, japanskog proizvođača Konamija.
PES 4 je četvrta igra u PES serijalu. U odnosu na PES 3, Pro Evolution Soccer 4 poseduje mogućnost online igre (igranja preko interneta), a poboljšano je i uređivanje (eng: edit). U odnosu na prethodnike, PES 4 sadrži mnogo veći izbor fudbalskih klubova.
Na omotu igre se nalaze fudbaleri Tijeri Anri, Frančesko Toti i sudija Pjerluiđi Kolina.

## Licence

### Lige
Lige sa licencom:
- Serija A
- Eredivizija
- La Liga

Lige bez licence:
- (Premijer liga)
- (Liga 1)
- (Bundesliga)